# Футамі (1930)
«Футамі» (яп. 二見) був річковим канонерським човном Імперського флоту Японії, частиною 11-го сентаю канонерських човнів, що діяв на річці Янцзи в Китаї протягом 1930-х та під час Другої китайсько-японської війни.

## Контекст
«Футамі» був другим із двох річкових канонерських човнів типу «Атамі», побудованих 1927 року за програмою побудови Імперського флоту Японії для операцій на внутрішніх водних шляхах Китаю.

## Конструкція
Тип «Атамі» були вдосконаленою версією попереднього типу річкових канонерок «Сета». «Футамі» мав корпус загальною довжиною 46,03 метра і шириною 6,79 метра, з нормальною водотоннажністю 338 тонн і осадкою, 1,13 метра. Корабель приводили в рух дві парових турбіни Kampon з двома котлами, що передавали на два вали, виробляючи потужність 1300 кінських сил. Канонерський човен мав максимальну швидкість 16 вузлів.
Спочатку корабель був озброєний однією 80-міліметровою гарматою та п'ятьма 7,7 міліметровими кулеметами.

## Історія служби
«Футамі» був закладений 25 червня 1929 року та спущений на воду 20 листопада 1929 року на верфях Фуджігата в Осаці, Японія. Хоча більшість японських річкових канонерок були нездатні до плавання у відкритому морі, і їх доводилося розбити на частини та відправити на повторну збірку до Шанхаю, «Футамі» успішно добрався до Китаю своїм ходом в 1930 році. З 1 червня 1931 року він був направлений для патрулювання річки Янцзи від Шанхая до Трьох ущелин, для демонстрації сили задля захисту громадян Японії та економічних інтересів. 14 червня 1933 року він налетів на не позначені на карті скелі в річці Янцзи, і ремонт корабля тривав до серпня.
З початком Другої китайсько-японської війни «Футамі» базувався у Ханькоу, разом з мінним закладачем Yaeyama і канонерками «Катата» і «Ходзу» і загоном з 292 піхотинців спеціальних військово-морських сил висадки для захисту японських жителів у глибині Китаю.
З лютого по травень 1939 року Futami брала участь у спробах захопити Нанкін. Корабель і далі базувався в Ханкоу протягом усієї Другої світової війни і 30 вересня 1945 року виключений зі списку військово-морського флоту.
Після капітуляції Японії «Суміда» перейшов до Китайської Республіки як військовий трофей і його передали ВМС Республіки Китай як Юн Ан (永安). Захоплений під час Громадянської війни силами комуністів, корабель передали Військово-морським силам Народно-визвольної армії 30 листопада 1949 року як канонір Чжу Цзян (珠江). Корабель утилізували в 60-х роках.